# Ишиха
Ишиха (кит. упр. 亦失哈, пиньинь yìshīhā; чжурчж.:  i ʃï xa; работал в период 1409?—1451?) — китайский евнух времён империи Мин, совершивший ряд экспедиций по рекам Сунгари и Амур, и построивший два буддистских храма на нижнем Амуре в районе современного посёлка Тыр в Хабаровском крае.
Считается, что Ишиха был «хайсиским чжурчжэнем», и попал в китайский плен в конце XIV века. Он работал вместе с такими известными евнухами своей эпохи, как Ван Чжэнь и Цао Цзисян.
В годы правления под девизом «Юнлэ» (1402—1424) Китай начал проводить активную политику по исследованию новых земель: на море адмирал Чжэн Хэ пересёк Индийский океан, а на суше китайский посол Чэнь Чэн прибыл в Герат — столицу государства Тимуридов. В 1409 году китайское правительство, уже имевшее контакты с «хайсискими чжурчжэнями» и «цзяньчжоускими чжурчжэнями», повелело Ишиха начать подготовку экспедиции к нижнему течению Амура, чтобы продемонстрировать мощь империи Мин населявшим эти края «нургальским чжучжэням», побудить их установить официальные контакты с империей, и обеспечить отсутствие угрозы с их стороны, когда империя Мин будет воевать с восточными монголами.
В 1411 году, после двухлетней подготовки, экспедиция Ишиха отплыла из района современного города Цзилинь вниз по реке Сунгари на 25 судах с 1000 человек на борту. «Нургальские чжурчжэни» практически не оказывали сопротивления экспедиции. Ишиха одарил подарками местных вождей, и построил «Нургальский форпост» в месте, которое по-китайски называлось «Тэлинь» (в районе современного посёлка Тыр), где в XIII веке находилась основанная во времена монгольской империи Юань «Ставка командующего восточными походами». После этого Ишиха вернулся в империю, взяв с собой 178 «нургальских чжурчжэней» для преподнесения дани императорскому двору.
В 1413—1414 годах, во время своей второй Амурской экспедиции, Ишиха провёл в Тэлине уже год. Он построил на речном утёсе буддийский храм Юннинсы, посвящённый Гуаньинь, и воздвиг стелу (в настоящее время находящуюся в Арсеньевском музее Владивостока) с текстом на китайском, монгольском и чжурчжэньском языках. Согласно этому тексту, местные жители занимались рыболовством, были искусны в стрельбе из лука, носили одежду из рыбьей кожи. Согласно некоторым свидетельствам, в 1413 году Ишиха также посетил близлежащее побережье Сахалина и одарил местных вождей званиями империи Мин. До конца правления под девизом «Юнлэ» Ишиха совершил ещё три экспедиции в низовья Амура, в результате которых местные племена присылали дань Минскому двору.
После смерти Чжу Ди последующие императоры продолжали прежнюю политику относительно «диких чжурчжэней». В 1425 году Лю Цин — императорский представитель в Ляодуне — повелел построить суда для новой речной экспедиции, которая и отплыла под руководством Ишиха в 1426 году.
Последняя экспедиция Ишиха была связана с уходом на покой вождя «нургальских чжурчжэней» и передачи власти его сыну. Ишиха присутствовал на этой церемонии, произошедшей в 1432 году, передал новому вождю знаки власти, и вручил подарки подчинённым тому вождям. На этот раз флот Ишиха состоял из 50 больших судов с 2000 человек на них, и именно он привёз нового вождя (проживавшего в Пекине) в Тэлинь. Так как к тому времени воздвигнутый Ишиха в 1413 году храм уже разрушился, то он возвёл новый (уже на новом месте — на месте храма, построенного во времена империи Юань), и поставил возле него новую стелу (также находится теперь во Владивостоке). Считается, что всего Ишиха совершил 9 экспедиций в низовья Амура.
В 1430-х годах китайское правительство прекратило практику отправки экспедиций за пределы страны. В 1435 году Ишиха был назначен ответственным за оборону Ляодуна, и оставался на этом посту в течение 15 лет. Судя по всему, его служба во время ойратских рейдов была признана неудовлетворительной, и между 1449 и 1451 годами он был отправлен в отставку. В более поздних исторических документах упоминания о нём отсутствуют.